# Sea Breeze (курорт)
Sea Breeze — морской курорт на побережье Каспийского моря.

## Общие сведения
Расположен в Нардаране на территории 500 гектар. Строительство курорта начато в 2006 году. Проект курорта разработан архитектурными бюро «Jacobs Solutions», «Scott Brownrigg», архитектурной студией Алексея Фурсова и бюро «One To One».
Зона купания составляет 6,5 км.
Зелёная зона расположена на территории 300 гектар. Высажено 700 тысяч деревьев и кустарников, в том числе ель, пальма, сосна, оливковые деревья, кипарис, лаванда, эвкалипт.
Рекреационная зона, парки и пляжи занимают территорию 150 гектар. 
На территории курорта расположено 60 бассейнов и социальных объектов, 50 ресторанов. Присутствуют открытые бассейны и спа-зона.
На территории построено несколько отелей. Присутствуют апарт-отели.
Протяжённость песчаного пляжа составляет 2,5 км.
Действует Sea Breeze Event Hall.
В летний сезон курорт посещает до 10 000 туристов в день. 
На апрель 2025 года инвестиции в курорт составили 3 млрд долл.
На территории курорта ежегодно проводится международный музыкальный фестиваль. В июне 2024 года прошёл «Sea Breeze Summer Live».
С 2016 года на территории курорта проводится музыкальный фестиваль «Жара». 

## Жилая зона
На курорте также построена недвижимость — резиденции, апартаменты, виллы, жилые комплексы, в том числе «White Villas» из 170 одноэтажных вилл, жилые комплексы «Park Residences» (5 домов из 300 квартир), «Park Residences 2» (10 семиэтажных зданий на 1260 квартир) и «Lighthouse» (4 дома), малоквартирные комплексы.
В 2021 году введено 100 000 м2 жилья. В жилой зоне расположены школа, торговый центр, бизнес центр.
Всего на апрель 2025 года построено более 500 объектов недвижимости.
Площадь жилой и коммерческой недвижимости составляет боле 3 млн м2.
На июль 2025 года в жилой зоне проживает 20 000 чел.

## Дальнейшее развитие
На искусственном насыпном острове строится отель «Caspian Dream Liner» в форме 11-этажного лайнера . Отель будет состоять из апартаментов и гостиничных номеров. Искусственный полуостров займёт территорию 50 гектар. Полуостров будет создан в форме полумесяца.
Планируется строительство аквапарка, пирса для яхт. Планируется довести протяжённость пляжа до 6 км.
Планируется строительство концертной площадки на 40 000 зрителей.